# Rebecca Hall
Rebecca Maria Hall (Londra, 3 maggio 1982) è un'attrice britannica.
È apparsa nei film The Prestige (2006), Frost/Nixon - Il duello (2008), The Town (2010), Iron Man 3 (2013), Transcendence (2014), Regali da uno sconosciuto - The Gift (2015), Il GGG - Il grande gigante gentile (2016), Godzilla vs. Kong (2021) e in precedenza con il ruolo di Vicky in Vicky Cristina Barcelona (2008), per il quale ha ricevuto una candidatura ai Golden Globe.

## Biografia

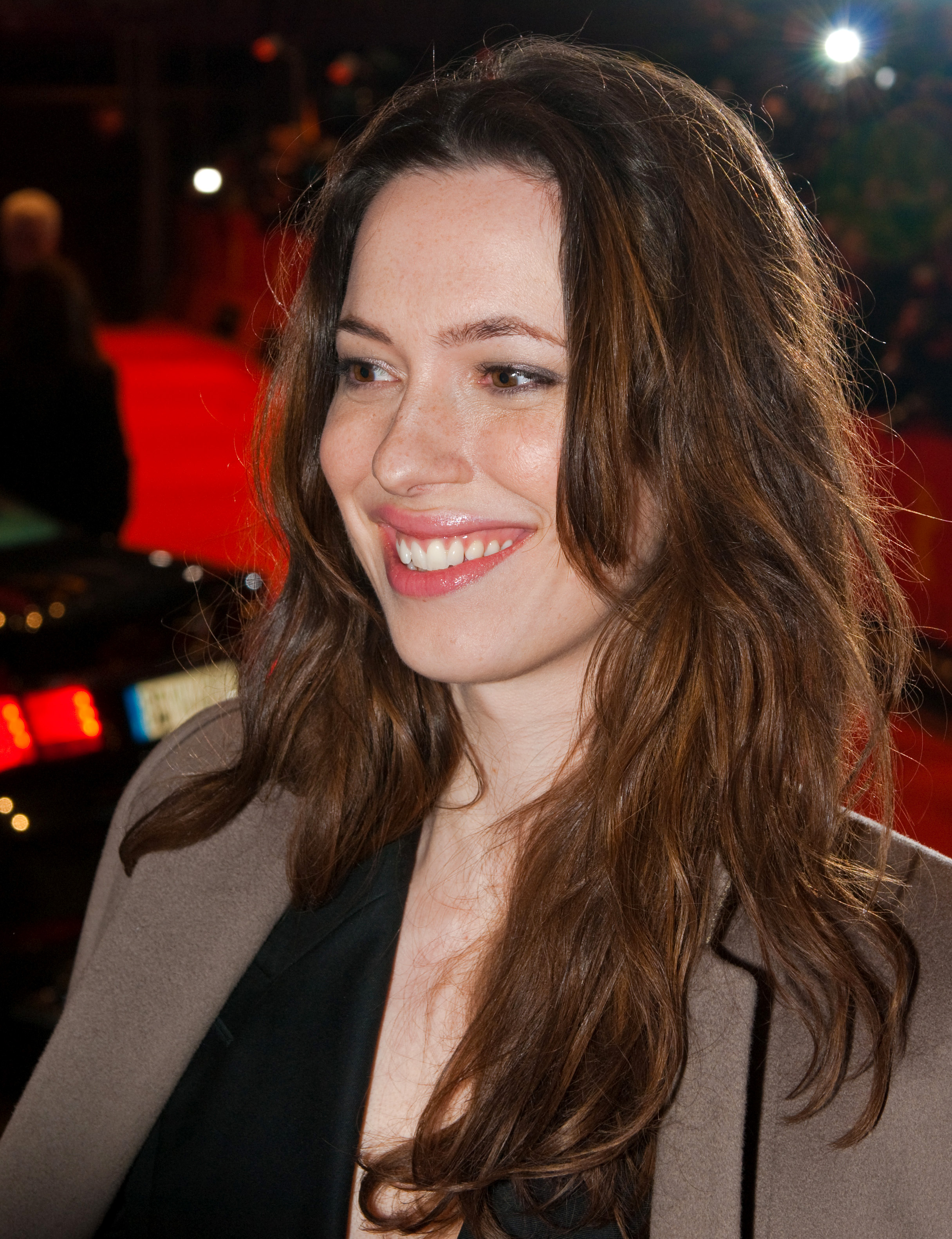
Rebecca Hall nel 2010 a Berlino

Rebecca Hall è nata a Londra nel 1982, figlia unica del regista Peter Hall, fondatore della Royal Shakespeare Company e direttore di importanti teatri come il National Theatre e l'Old Vic, e della cantante lirica Maria Ewing. I genitori divorziarono quando aveva otto anni. Ha cinque tra fratelli e sorelle, avuti dal padre da diversi matrimoni. Tra loro, Edward è un regista teatrale, mentre Lucy è una designer.
Il padre l'ha fatta esordire a dieci anni in The Camomile lawn ed è apparsa in alcune produzioni televisive. Si è diplomata presso la Roedean School di Brighton. Si è iscritta al corso di laurea in letteratura inglese presso l'Università di Cambridge, ma ha interrotto gli studi al secondo anno per intraprendere la carriera d'attrice. La carriera da professionista è iniziata sui palcoscenici teatrali nel 2002 in Mrs Warren's Profession di George Bernard Shaw per la regia di suo padre. Ha poi lavorato in altre pièce come Galileo's Daughter, basata sul romanzo di Dava Sobel La figlia di Galileo, e il Don Giovanni  di Molière.
Ha debuttato nel cinema nel 2006 con Il quiz dell'amore di Tom Vaughan, a cui hanno fatto seguito il film televisivo Wide Sargasso Sea e una piccola parte in The Prestige di Christopher Nolan. Nel 2008 è scelta da Woody Allen per il ruolo di Vicky in Vicky Cristina Barcelona, interpretazione che le vale una candidatura al Golden Globe 2009 come miglior attrice. Nello stesso anno ha lavorato per Ron Howard in Frost/Nixon - Il duello, mentre nel 2009 è stata la protagonista femminile di Dorian Gray, al fianco di Ben Barnes e Colin Firth.
Nel 2010 ha recitato nel film diretto e interpretato da Ben Affleck The Town, mentre l'anno successivo è protagonista del thriller 1921 - Il mistero di Rookford. Sempre nel 2010 ha vinto il BAFTAs come miglior attrice non protagonista per il ruolo di Paula Garland nella miniserie TV Red Riding e ha ricevuto nel 2013 una seconda candidatura come miglior attrice per il ruolo di Sylvia Tietjens nella miniserie TV Parade's End. Nel 2013 è stata protagonista del film di Patrice Leconte Una promessa, presentato alla mostra del cinema di Venezia ed è comparsa in Iron Man 3 di Shane Black, mentre nel 2014 è stata al fianco di Johnny Depp sul set di Transcendence. Nel 2016 vince il premio alla migliore attrice del Torino Film Festival per il film Christine di Antonio Campos.
Nel 2021 dirige il suo primo film Due donne - Passing.

## Vita privata

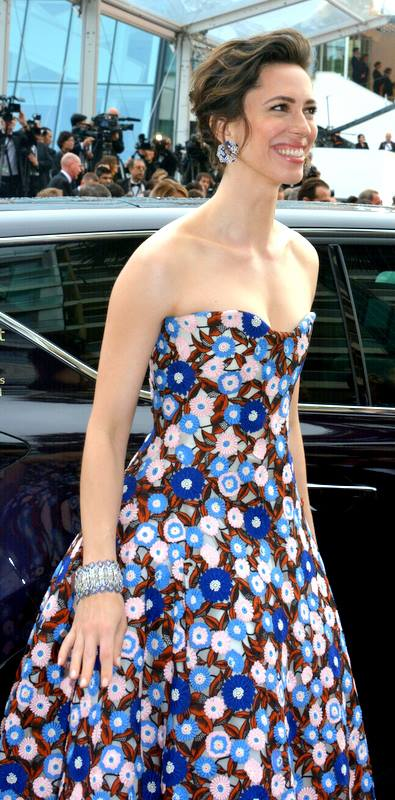
Hall a Cannes nel 2016

Il 19 settembre 2015 ha sposato l'attore Morgan Spector a Saugerties, New York.

## Filmografia

### Attrice

#### Cinema
- Il quiz dell'amore (Starter for 10), regia di Tom Vaughan (2006)
- The Prestige, regia di Christopher Nolan (2006)
- Rubberheart, regia di Brian Crano - cortometraggio (2007)
- Vicky Cristina Barcelona, regia di Woody Allen (2008)
- Official Selection, regia di Brian Crano - cortometraggio (2008)
- Frost/Nixon - Il duello (Frost/Nixon), regia di Ron Howard (2008)
- Dorian Gray, regia di Oliver Parker (2009)
- Please Give, regia di Nicole Holofcener (2010)
- The Town, regia di Ben Affleck (2010)
- Everything Must Go, regia di Dan Rush (2010)
- A Bag of Hammers, regia di Brian Crano (2011)
- 1921 - Il mistero di Rookford (The Awakening), regia di Nick Murphy (2011)
- Una ragazza a Las Vegas (Lay the Favorite), regia di Stephen Frears (2012)
- Iron Man 3, regia di Shane Black (2013)
- Closed Circuit, regia di John Crowley (2013)
- Una promessa (A Promise), regia di Patrice Leconte (2013)
- Transcendence, regia di Wally Pfister (2014)
- Tumbledown - Gli imprevisti della vita (Tumbledown), regia di Sean Mewshaw (2015)
- Regali da uno sconosciuto - The Gift (The Gift), regia di Joel Edgerton (2015)
- Christine, regia di Antonio Campos (2016)
- Il GGG - Il grande gigante gentile (The BFG), regia di Steven Spielberg (2016)
- The Dinner, regia di Oren Moverman (2017)
- Patto d'amore (Permission), regia di Brian Crano (2017)
- Professor Marston and the Wonder Women, regia di Angela Robinson (2017)
- Teen Spirit - A un passo dal sogno (Teen Spirit), regia di Max Minghella (2018)
- Holmes & Watson - 2 de menti al servizio della regina (Holmes & Watson), regia di Etan Cohen (2018)
- Un giorno di pioggia a New York (A Rainy Day in New York), regia di Woody Allen (2019)
- Godzilla vs. Kong, regia di Adam Wingard (2021)
- The Night House - La casa oscura (The Night House), regia di David Bruckner (2021)
- Godzilla e Kong - Il nuovo impero (Godzilla x Kong: The New Empire), regia di Adam Wingard (2024)

#### Televisione
- The Camomile Lawn, regia di Peter Hall – miniserie TV (1992)
- Don't Leave Me This Way, regia di Stuart Orme – film TV (1993)
- The World of Peter Rabbit and Friends – serie TV, episodio 1x06 (1994) – voce
- Wide Sargasso Sea, regia di Brendan Maher – film TV (2006)
- Joe's Palace, regia di Stephen Poliakoff – film TV (2007)
- Il mio amico Einstein (Einstein and Eddington), regia di Philip Martin – film TV (2008)
- Red Riding, regia di Julian Jarrold (2009)
- Parade's End, regia di Susanna White – miniserie TV (2012)
- Horace and Pete – serie TV, episodio 1x01 (2016)
- Loop (Tales from the Loop) – serie TV, 6 episodi (2020)
- The Studio - serie TV, episodio 1x06 (2025)

### Regista
- Due donne - Passing (Passing) (2021)

### Sceneggiatrice
- Due donne - Passing (Passing), regia di Rebecca Hall (2021)

### Produttrice
- Due donne - Passing (Passing), regia di Rebecca Hall (2021)

## Riconoscimenti
- Golden Globe
  - 2009 – Candidatura alla migliore attrice in un film commedia o musicale per Vicky Cristina Barcelona
- Torino Film Festival
  - 2016 – Migliore attrice per Christine

## Doppiatrici italiane
Nelle versioni in italiano delle opere in cui ha recitato, Rebecca Hall è stata doppiata da:
- Selvaggia Quattrini in Frost/Nixon - Il duello, The Town, Iron Man 3, Loop, The Night House - La casa oscura, The Studio
- Laura Romano in The Prestige, Regali da uno sconosciuto - The Gift, Godzilla vs. Kong, Godzilla e Kong - Il nuovo impero
- Claudia Catani in Vicky Cristina Barcelona, 1921 - Il mistero di Rookford, The Dinner, Un giorno di pioggia a New York
- Francesca Fiorentini in Dorian Gray, Professor Marston and the Wonder Woman
- Daniela Calò in Please Give, Holmes & Watson - 2 de menti al servizio della regina
- Barbara De Bortoli in Parade's End, Teen Spirit - A un passo dal sogno
- Valentina Mari in Closed Circuit, Una promessa
- Eleonora Reti in Tumbledown - Gli imprevisti della vita, Patto d'amore
- Federica De Bortoli ne Il quiz dell'amore
- Eleonora De Angelis ne Il mio amico Einstein
- Antonella Baldini in Red Riding
- Ilaria Latini in Una ragazza a Las Vegas
- Domitilla D'Amico in Transcendence
- Alessia Navarro ne Il GGG - Il grande gigante gentile